# Saint-Crespin
Saint-Crespin – miejscowość i gmina we Francji, w regionie Normandia, w departamencie Sekwana Nadmorska. Nazwa miejscowości pochodzi od imienia św. Kryspina.
Według danych na rok 1990 gminę zamieszkiwały 283 osoby, a gęstość zaludnienia wynosiła 45 osób/km² (wśród 1421 gmin Górnej Normandii Saint-Crespin plasuje się na 628. miejscu pod względem liczby ludności, natomiast pod względem powierzchni na miejscu 586.).